# Кат (биљка)
Кат (Catha edulis), такође познат као Бушманов чај, посебно у Јужној Африци, је цветна биљка пореклом из источне и југоисточне Африке. Има историју узгоја која потиче из области Харар (данашња источна Етиопија) и касније је уведена у различито време у земље у близини источне Африке и јужне Арабије, пре свега Јемена. Узгајано од стране фармера, његово лишће се продаје на тржишту да би се жвакало као рекреативни стимуланс. Највећи светски потрошачи су источни Африканци, посебно Сомалијци, и оближњи Јемен, а највећи произвођачи/извозници су Етиопија и Кенија.
Кат садржи алкалоид катинон, стимуланс који изазива већу социјалност код човека, узбуђење, благи губитак апетита и благу еуфорију. Међу заједницама из области у којима је биљка аутохтона, жвакање ове биљке има историјску важност (као друштвени обичај, посебно међу мушкарцима) који датира хиљадама година уназад, аналогно - али мало другачије - употреби лишћа коке у јужноамеричким Андима или препарати од бетел ораха у Јужној Азији.
Од 1980. године, Светска здравствена организација (СЗО) класификује биљку као „дрогу злоупотребе“ која може да произведе психолошку зависност, иако СЗО не сматра да је зависност од ката озбиљан глобални проблем.
Законитост ката варира у зависности од региона и земље; на многим територијама, кат би могао да прође „испод радара“ као биљна врста (дакле, није посебно контролисана супстанца), али његова рекреативна употреба ипак може бити незаконита према неким законима. То је строго контролисана супстанца у многим регионима, често у највишем степену, укључујући Аустралију, Канаду, Европску унију, Индију, Јордан, Нови Зеланд, Саудијску Арабију, Уједињене Арапске Емирате (УАЕ) и Уједињено Краљевство (УК) . У Сједињеним Државама и Турској, ботанички примерак биљке није забрањен, али је конзумирање и дистрибуција убраног лишћа или поседовање за рекреативну употребу незаконито.
У УАЕ, казна за поседовање, употребу или дистрибуцију ката може укључивати доживотни затвор. Насупрот томе, његова производња, продаја и потрошња су потпуно легални – или се уопште не помињу у правном контексту – у земљама у којима је његова употреба културолошки значајна, укључујући Џибути, Етиопију, Кенију, Сомалију, Судан, Уганду и Јемен. У Израелу, који има популацију јеменских Јевреја, дозвољена је само конзумација листова биљке у њиховом природном стању; "кат екстракти" су илегални, јер су постали улична дрога и злоупотребљавана је биљка 2000-их.

## Опис
Кат је споро растући жбун или дрво које обично достиже висину од 1-5 метара. Може достићи висину и до 10 м у екваторијалним областима. Биљка обично расте у сушним срединама, на температурном опсегу од 5–35 степени Целзијуса. Има зимзелено лишће које је дугачко 5–10 центиметара и широко 1–4 цм.
Потребно је седам до осам година да биљка достигне пуну висину. Осим приступа сунцу и води, биљка захтева мало одржавања. Подземне воде се често пумпају из дубоких бунара помоћу дизел мотора за наводњавање усева или се довозе камионима за воду. Биљке се обилно заливају почевши око месец дана пре бербе да би листови и стабљике били мекани и влажни. Добра биљка може се убрати четири пута годишње, пружајући пољопривреднику целогодишњи извор прихода. Цветови жбуна се рађају на кратким пазушним цвастима дужине 4–8 цм. Сваки цвет је мали, са пет белих латица.
Плод је дугуљастог облика који садржи једно до три семена.

## Култивисање
Кат се вековима узгаја за употребу као стимуланс у Африци и на Арапском полуострву. Тамо је жвакање ката претходило употреби кафе и користи се у сличном друштвеном контексту. Његови свежи листови и врхови се жваћу или, ређе, суше и конзумирају као чај, како би се постигло стање еуфорије и стимулације. Листови или меки део стабљике могу се конзумирати заједно са жвакаћом гумом или прженим кикирикијем како би се лакше жвакало.
Иако је пракса жвакања ове биљке и даље првенствено ограничена на првобитно подручје узгоја у подручју Црвеног мора, кат је током година нашао пут до јужне Африке, као и до тропских подручја, где расте на стеновитим изданцима и у шумама. Овај жбун је данас раштркан, али се још увек налази у дивљини у провинцијама Квазулу-Натал, Источни Кејп, Западни Кејп и Мпумаланга у Јужној Африци, поред Есватинија и Мозамбика. Последњих година, међутим, побољшани путеви, теренска моторна возила и ваздушни транспорт повећали су глобалну дистрибуцију ове робе и, као резултат тога, биљка је пронађена на местима као што су Аустралија, Амстердам, Канада, Енглеска, Левант, Рим, Нови Зеланд и Велс и САД. У САД-у, свеже упаковано лишће ката се продаје на афричким и блискоисточним тржиштима у Бостону, Даласу, Лос Анђелесу и Њујорку, где је потражња највећа.
Традиционално, кат се користи као дрога, као у Јемену, где је кат-жвакање претежно мушка навика у комбинацији са разговором, пушењем наргиле и испијањем чаја. Кат је толико популаран у Јемену да се на његову култивацију троши велики део пољопривредних ресурса земље. Процењује се да 40% водоснабдевања Јемена иде на наводњавање при чему се производња повећава за око 10% до 15% сваке године. У скорије време, 2019. године, извештаји показују да су деца војници у Јемену жвакала кат како би остала на опрезу на бојном пољу.

## Ефекти конзумирања
Конзумација ката изазива благу еуфорију и узбуђење, слично оној коју изазива јака кафа. Појединци постају веома причљиви под утицајем биљке. Тестирања на животињама су показала да кат изазива повећање моторичке активности. Ефекти оралне примене катинона се јављају брже од ефеката таблета амфетамина; отприлике 15 минута у поређењу са 30 минута у амфетамину. Кат може изазвати манично понашање и хиперактивност, сличне ефектима као и амфетамин.
Употреба ката доводи до затвора. Проширене зенице (мидријаза) су истакнуте током конзумирања ката, што одражава симпатомиметичке ефекте, који се такође одражавају на повећан број откуцаја срца и крвни притисак. Дуготрајна употреба може изазвати трајно тамњење зуба (зеленкасте нијансе), осетљивост на чиреве и смањен сексуални нагон. Кат је ефикасан аноректик, који узрокује губитак апетита.
Нејасно је да ли конзумација ката директно утиче на ментално здравље корисника или не. Повремено може доћи до психотичне епизоде, која у презентацији личи на хипоманично стање. Код људи, његова продужена конзумација ствара подигнуто расположење и осећај ослобођења од времена и простора.
Кат углавном жваћу мушкарци, али постоје случајеви његове употребе од стране жена, а посебно је повезан са повећаном вероватноћом нежељених исхода током трудноће.
Тренутни ефекти конзумирања биљке кат су: будност, узбуђење, концентрација, самопоуздање, констипација, проширене зенице, еуфорија, повишен крвни притисак, повећан број откуцаја срца, несаница, манија, психоза, потиснут апетит, причљивост, поремећај мишљења.
Дугорочни ефекти су: депресија, ретке халуцинације, поремећена инхибиција (слично алкохолу), повећан ризик од инфаркта миокарда (срчани удар), орални рак, психоза у екстремним случајевима код генетски предиспонираних, губитак тежине.
У неким случајевима може доћи до смртног исхода или можданог удара након акутног коронарног синдрома (зачепљење артерије).

## Хемијски састав
Стимулативно дејство биљке је првобитно приписано "катину", супстанци типа фенетиламина изолованој из биљке. Међутим, атрибуција је оспорена извештајима који показују да биљни екстракти из свежег лишћа садрже другу супстанцу активнију у понашању од катина. Године 1975. изолован је сродни алкалоид катинон, а његова апсолутна конфигурација, (С)-2-Амино-1-фенилпропан-1-он, установљена је 1978. године. Катинон није веома стабилан и разлаже се да би произвео катин и норефедрин. Ове хемикалије припадају породици ППА (фенилпропаноламина), подскупу фенетиламина повезаних са амфетаминима и катехоламинима епинефрином и норепинефрином. Катинон и катин имају врло сличну молекуларну структуру као амфетамин. Кат се понекад меша са метакатиноном , супстанцом која има сличну хемијску структуру као активна компонента катинона биљке кат. Међутим, и нежељени ефекти и својства зависности меткатинона су много јачи од оних који су повезани са употребом ката.
Када се кат осуши, катинон, се разлаже у року од 48 сати, остављајући за собом блажу хемикалију, катин. Комбајни транспортују кат тако што пакују свеже листове и стабљике у пластичне кесе или их умотају у листове банане да би сачували њихову влагу и задржали моћ катинона. Такође је уобичајено да често посипају биљку водом или користе хлађење током транспорта.
Када се листови ката жваћу, катин и катинон се ослобађају и апсорбују кроз слузокожу уста, као и слузницу желуца. Дејство катина и катинона на поновно преузимање епинефрина и норепинефрина је показано код лабораторијских животиња, показујући да једна или обе од ових хемикалија узрокују да тело спорије рециклира ове неуротрансмитере, што доводи до будности и несанице повезане са овом биљком.
Рецептори за серотонин показују висок афинитет према катинону, што сугерише да је ова хемикалија одговорна за осећај еуфорије повезан са жвакањем ката. Код мишева, катинон производи исте типове понашања који се понављају у вези са амфетаминима. Ефекат катинона достиже врхунац након 15 до 30 минута, при чему се скоро 98% супстанце метаболише у норефедрин у јетри.

## Демографија
Процењује се да 5 до 10 милиона људи широм света користи кат на дневној бази. Узгајају га углавном заједнице у Африци и на Арапском полуострву, где кат-жвакање има дугу историју као друштвени обичај који датира хиљадама година уназад.
Традиционални облик жвакања ката у Јемену укључује само мушке кориснике; Жвакање ката од стране жена је мање формално и ређе. Истраживачи процењују да око 70–80% Јеменаца између 16 и 50 година жваће кат, барем повремено. Отприлике 60–90% мушкараца и 35% жена Јеменаца жваће кат дневно.